# ابن خطيب الناصرية
علاء الدين أبو الحسن علي بن محمد بن سعد الطائي الجبريني المعروف بـابن خطيب الناصرية (1372 - 16 أبريل 1440) قاضي وعالم مسلم ومؤرخ شامي في عصر المملوكي. أصله من بيت جبرين، ولد في حلب. كان إماماً عالماً في الفقه والأصول والعربية والحديث والتفسير. أفتى ودرّس بحلب وقدم القاهرة مرات وولي قضاء طرابلس ثم حلب. من آثاره الطيبة الرائحة في تفسير الفاتحة والدر المنتخب في تكملة تاريخ حلب.

## سيرته
هو علي بن محمد بن سعد بن محمد بن علي بن عثمان بن إسماعيل بن إبراهيم بن يوسف بن يعقوب، أبو الحسن، علاء الدين الطائي الجبريني،‌ المعروف بـابن خطيب الناصرية، حيث كان والده شمس الدين محمد من الفقهاء المتمرسين في الخطابة، فوُلي خطابة الناصرية واشتهر بها، ثم نسب ابنه علي إلى هذا اللقب. أصله من بيت جبرين بشرقي حلب، ولد في حلب سنة 774 هـ/ 1372 م وبها نشأ فحفظ القرآن وكتبا. وبعد أن أخذ مبادئ العلوم الأولی تتلمذ في القراءات على محمد بن أبي البركات الغزي، ودرس المنهاج في الفقه الشافعي على أبي عبد الله بن النجار الحلبي، ثم أخذ سنة 796 هـ/ 1393 م عن السراج البلقيني، ومحمد بن مبارك الحلبي وأجاز له والده عن الزين العراقي. ارتحل ابن الخطيب الناصرية إلى دمشق فقرأ سنة 808 هـ/ 1405 م على الجمال بن الشرائحي وسمع منه ومن عائشة ابنة عبد الهادي وحضر دروس جماعة فيها. وأخذ بالقاهرة من القطب عبد الكريم وابن حجر العسقلاني وغيرهم من شيوخ مصر. كما رحل إلى طرابلس الشام‌ وأخذ بها عن الشرف مسعود بن شعبان الطائي وغيره. ثم أفتى ودرس بحلب وكان رئيسها وإماماً في الفقه والأصول والعربية والحديث والتفسير.

توفي في حلب 14 ذي القعدة 843 هـ/ 16 أبريل 1440 م. وقع خلاف في تفاصيل وفاته، وأما الحافظ سبط ابن العجمي الذي حضر غسله ودفنه، وكان من تلامذته فقد أشار إلى تفاصيل وفاته بقوله « مرض في الطريق أثناء عودته - أي من القاهرة - إلى حلب وهو متوعك في أواخر رمضان ثم ثقل في المرض وكان مرضه بذات الجنب فلازم الفراش وتزايد به الألم إلى أن مات بعد العشاء بقليل، في الليلة المسفر صباحها عن يوم الأربعاء عشر ذي القعدة.»

## مؤلفاته
- الطيبة الرائحة في تفسير الفاتحة
- الدر المنتخب في تكملة تاريخ حلب
- شرح الأنوار، في الفقه
- شرح حديث أم زرع
- ضوء البصيرة في شرح حديث بريرة
- شرح بديع النظام لابن الساعاتي
- فوائد مفرقة من كتاب رفع الحاجب عن مختصر ابن الحاجب، في أصول الفقه
- سيرة المؤيد